# Dolichoderus voraginosus
Dolichoderus voraginosus är en myrart som beskrevs av Mackay 1993. Dolichoderus voraginosus ingår i släktet Dolichoderus och familjen myror. Inga underarter finns listade i Catalogue of Life.